# Kászonaltízi római katolikus templom

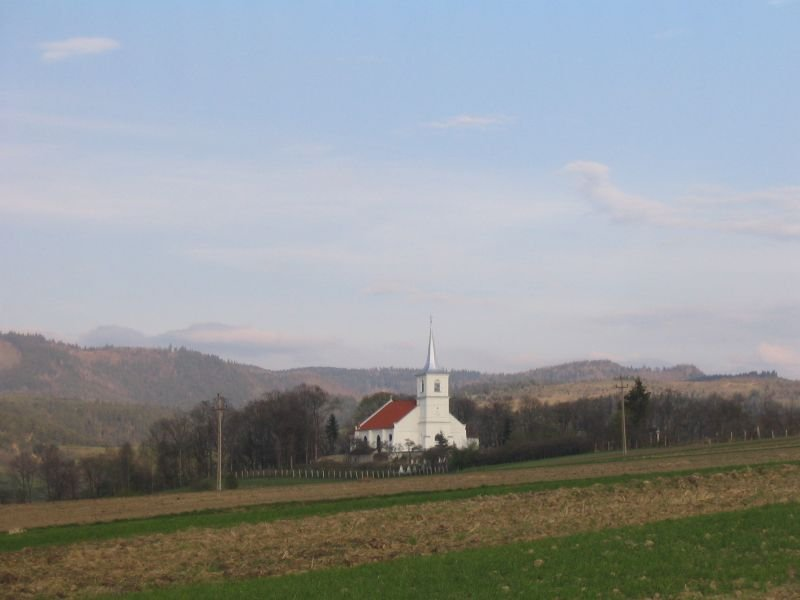
A kászonaltízi római katolikus templom

A kászonaltízi római katolikus  templom Nagykászon néven is ismeretes Kászonaltíz egyik kiemelkedő dombján, az Egyházhágón, 719 méter tengerszint feletti magasságban épült. Hargita megye műemlékeinek hivatalos jegyzéke műemléktemplomként tartja nyilván.

## A templom története
Nagykászon az oklevelekben három tízes: Kászonaltíz, Kászonfeltíz és Kászonimpér összefoglaló neve, egy községben és egy egyházközségben.
1333-ban a pápai tizedjegyzék Kazun, Kasim néven említi. 1477-ben Kasson formában fordult elő. 
Az 1567-es regestrumban Felsőfalu 42 kapuval, Impérfalva 23 kapuval szerepelt. 1571-ben Impér, 1744-ben Fel-Tíz, Al-Tíz néven jegyzik.
1333-ban a falunak plébániatemploma volt, a pápai tizedjegyzék szerint papja, Miklós ebben az évben 2 banálist fizetett.
Az egykori román kori templom helyén 1487-ben gótikus templom épült.
A templom egyik legértékesebb tárgya az aranyozott kehely 1530 körüli, egyik harangja pedig 1642-ben készült.
A két mellékoltárt Vitus Pilucius, marciopolitani érsek 1648. január 11-én szentelte fel Szent Péter és Szűz Mária tiszteletére.
A templomajtók kőkeretei a 15. századból valók.
A műemléktemplom négyzet alakú hármas hajóját 1938–1942 között építették, a kibővített templomot 1943-ban Márton Áron püspök szentelte fel Krisztus király tiszteletére.
Többször is javították, legutóbb 1984–1994 között. 

## A templom leírása
A gótikus templom a román kori templom helyén és részben annak alapjaira épült a 15. században.
Orbán Balázs így ír a templomról:
„Altiz délnyugati végénél, a fenyves erdő árnyalta Egyházhágó nevű dombtetőt koronázza s ma is megyés temploma az együtt maradt három falunak. Ez egy, későbbi kiujitások által eredeti idomából teljesen kivetkőztetett, gót izlésü épület.”
A korábbi gótikus templomból csak a szögletes, hálóboltozatos szentélye és a szentély északi falába beépített 2,52 m magas szentségtartó fülke maradt meg. 
A bástyás kőfallal körülvett templom a hajdaninak 15. századi  szögletes szentélyét őrzi. Az apszis a nyolcszög három oldalával záródik.  A záróköveken rózsa és hatágú csillag van bevésve. A  gótikus mennyezeten  mesterien faragott kőbordázat látható.
A templom román kori emléke a különösen szép, 69 cm magas keresztelőkút. Díszes tartóban álló faragott medencéje nyolcas tagolású, karcsúsodó szár köti össze a négyszögű talapzattal. Díszítése lándzsalevél alakú, ívelt fülkékkel.
A kászonaltízi templom mestergerendáján az 1487-es évszámot örökítették meg. A diadalív csúcsíves, a hajó boltozata barokk stílusú. A díszesen faragott templomajtók kőkeretei a 15. században készültek. 
Toronyaljának mennyezete boltívesen készült.
A hajót 1934-ben lebontották és helyette 1942-ben széles, négyzet alakú hajót építettek, meghagyva a régi szentélyt és a tornyot. A zárókövek közül az egyiknek mezejébe rózsát, a másikba hatágú csillagot véstek. Az ősi falak freskókat rejtenek. Egy 1466-os bekarcolt évszám mellett három rovásírásos emlék is látható. Az  1530 körül készült  aranyozott kehely virágos díszítésű reneszánsz  motívumokat őriz.   
A régi templomból maradtak meg a Szent Péter és Szűz Mária mellékoltárak.
A műemléktemplom 1642-ben készült harangján az alábbi felirat olvasható:
„Jezus Nazarenus, Rex Judeorum, Venit in hunc mundum et homo factus est. AO DNI. 1642.”
A templomot bástyás kőfal veszi körül. Kriptájában nyugszik Lukács Mihály tanár, az egykori Csíksomlyói Római Katolikus Gimnázium bentlakásának alapítója. A temetőben csavart faragású, verses feliratú, magas fejfák láthatók.  

## A templom búcsúja
A kászonaltízi római katolikus templom búcsúját november utolsó vasárnapján, Krisztus király ünnepén tartják.

## Külső hivatkozások
- Gyulafehérvári Római Katolikus Érsekség, Alcsík-kászoni főesperesi kerület